# Копаліно
Копаліно (пол. Kopalino, нім. Koppalin) — село в Польщі, у гміні Хочево Вейгеровського повіту Поморського воєводства.
Населення — 175 осіб (2011).
У 1975-1998 роках село належало до Гданського воєводства.

## Демографія
Демографічна структура станом на 31 березня 2011 року:
|          | Загалом | Допрацездатний вік | Працездатний вік | Постпрацездатний вік |
| -------- | ------- | ------------------ | ---------------- | -------------------- |
| Чоловіки | 88      | 17                 | 63               | 8                    |
| Жінки    | 87      | 17                 | 56               | 14                   |
| Разом    | 175     | 34                 | 119              | 22                   |